# Плантация (Западно-Казахстанская область)
Плантация (каз. Плантация) — село в Жангалинском районе Западно-Казахстанской области Казахстана. Входит в состав Пятимарского сельского округа. Код КАТО — 274053500.

## Население
В 1999 году население села составляло 215 человек (106 мужчин и 109 женщин). По данным переписи 2009 года, в селе проживал 181 человек (89 мужчин и 92 женщины).